# 少年愛

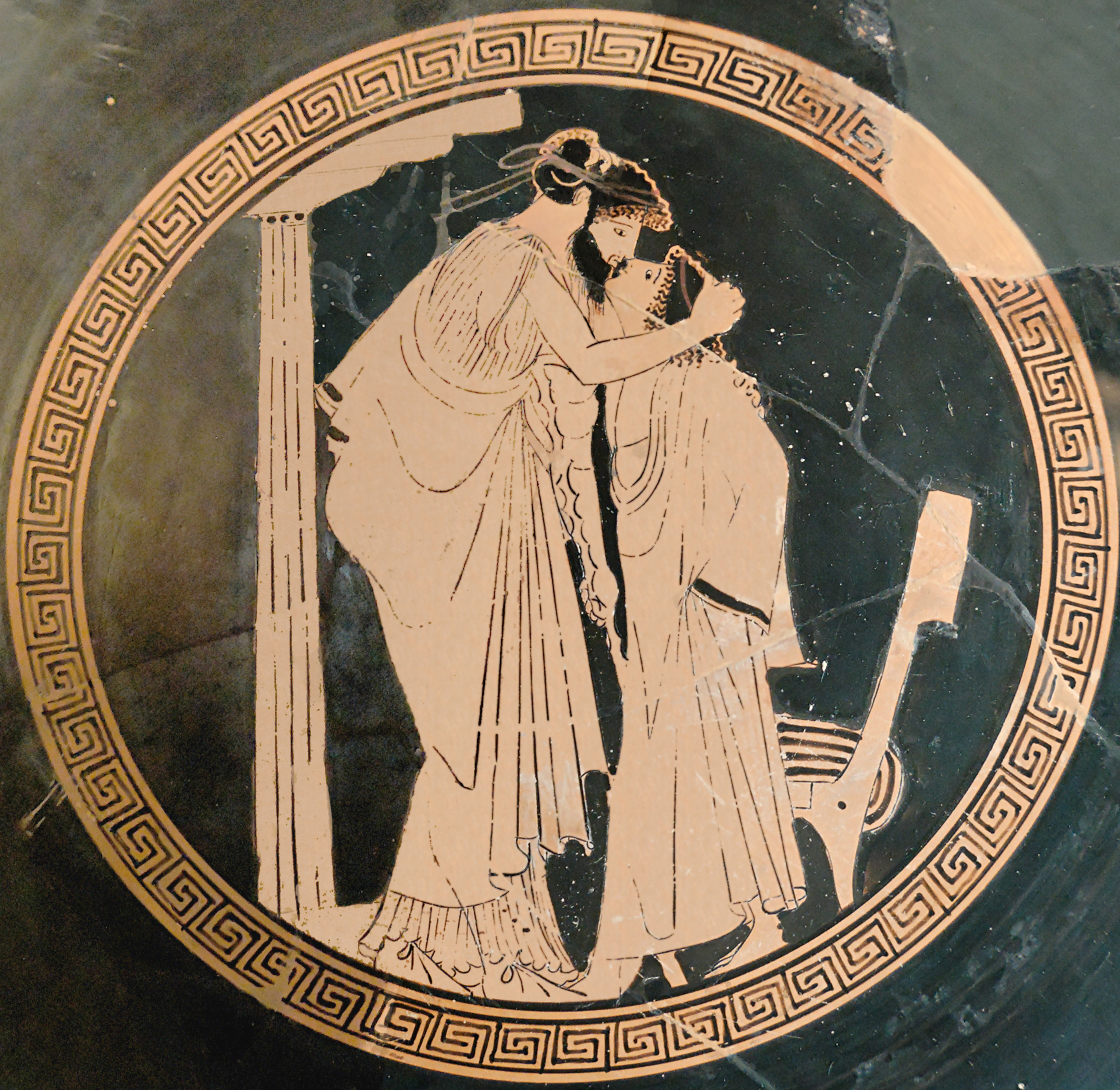
成年男性與少年接吻（紅彩陶器，約西元前 480 年，羅浮宮藏）

少年愛（英語：pederasty / paederasty）指古希臘社會中成年男子和少年間的男色關係。希臘語 παιδεραστία（Paiderastia）的前綴 παῖς意為「少年」，後綴 ἐραστής意為「情人」。通常少年為關係中的被動方，年紀約莫在12歲到17歲之間。在古希臘社會，少年愛是受到社會認可的習俗。在這種習俗裡，成年男子為「愛者」（erastês, lover），主動向青春期男孩求愛，設法讓這位男孩成為「愛人」（erômenos, beloved）。儘管此習俗通常涉及到性接觸，但該社會關係的主要目的為指導男孩成為男人的公民品德教育，年長方會充當年輕一方在軍事、公民方面的教育者和導師。
古希臘之外的社會或文化，也有近似於古希臘少年愛的男色關係而建立在成年男子和少年之間，曾出現於韓國、日本、中國和伊斯蘭等社會當中。在日本，眾道（男色）存在於武士與侍從的主僕關係。中國帝王或士人，寵愛清秀貌美（有時扮為女裝）的孌童，讚賞其姿色才藝。新幾內亞島的艾托羅和尚比亞部落認為男孩可藉由吞食精液，而成為獲得男子氣概的男人。在那之後男人成為精液供給者，一直到和女性結婚之前。
當代國家將未滿最低合法性交年齡視為尚未具備「性自主」的判斷能力，基於保護兒童和青少年免於性剝削，與未滿最低合法性交年齡的兒童和青少年發生性關係會受到政府處罰。當代國家規定的最低合法性交年齡，大多訂定於14歲至16歲之間。

## 詞源
英語 pederasty 源於希臘語 παιδεραστία（paiderastia）。前綴 παῖς（boy）意為「男孩」，後綴 ἐραστής（lover）意為「情人」。而拉丁語 pæderasta 借自柏拉圖於《會飲篇》所用的古希臘文，此詞於文藝復興時期首次在英語中出現，寫作 pæderastie，表示成年男性與男孩的性關係。
少年愛為和製漢語，由希臘語 παιδεραστία 前後綴的翻譯組合而成。

## 特徵
儘管近代社會普遍以為少年愛等於男同性戀，或是少年愛屬於一種男同性戀現象，但這些說法都不完全正確。廣泛來看，少年愛涉及一些社會發展的因素，因為曾有一些文化從公眾層面就認同少年愛的存在。發展出制度化的純粹男性社群的文化（如早期的軍隊），都曾認同少年愛，或者將其視為體制的一部分。

## 歷史

### 古希臘

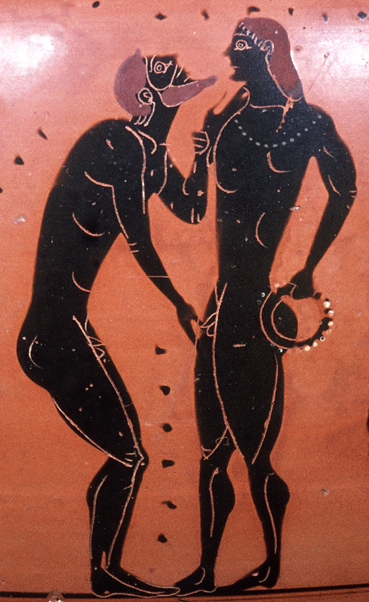
鬍鬚男子在少年愛傳統求愛儀式中擺出「上與下」姿勢，他的一隻手愛撫著年輕男子的生殖器，而另一隻手則撫摸著年輕男子的下巴並看著他的眼睛。 （雅典双耳细颈瓶，大約製作於公元前五世紀。）

對於歷史上有關少年愛最早的描述，應該在古希臘。古希臘少年愛是古希臘時代被當時社會所公開承認的一種社會關係，通常是由一名成年男性和一名青少年組建而成 。這種關係存在於古希臘古風時代和古典希臘時代 。一些學者找到這種關係的儀式起源於克里特島，這種儀式被認為是進入古希臘軍事生活和宙斯宗教的入門儀式。根據現存的古希臘裸體男性雕塑，都刻意地把男性的性器官弄得比平常細，因為他們認為少年的性器比較美觀。

### 中國
中國的男色文化於先秦時已有出現，南北朝時盛行。一些上層社會男性會與少年發生性行為，有些有長久的關係，這些少年稱為孌童。明清時代，有些上層社會男性會包養少年伶人，稱為相公；亦有專門接待男客的年輕男妓，常作女性打扮，稱為象姑。龍陽逸史：「大凡做小官的，年紀在十五六歲，正是行運時，到了十八九歲，看看時運退將下來，須要打點個回頭日子。」

### 日本
在日本歷史上，少年愛的风气，据美国历史教授鲁普由加州大学出版的《男色江户时代的同性恋》考证，是由唐朝时日本旅唐的僧人空海带到日本。不過有學者指出該傳說可能並非史實，而是用於肯定17世紀江戶時代流行的男色風氣。
於戰國時代很多著名的武將都在有妻室的同時，與少年戀愛並發生性行為，這現象被賦予一個正式化的名稱「眾道」。而在江戶時代，少年愛被稱為稚兒。

## 現代觀點
當代國家將未滿最低合法性交年齡視為尚未具備「性自主」的判斷能力，基於保護兒童和青少年免於性剝削，與未滿最低合法性交年齡的兒童和青少年發生性關係會受到政府處罰。當代國家規定的最低合法性交年齡，大多訂定於14歲至16歲之間。
另外，根據兒童權利公約，公約所稱之兒童指未滿十八歲之人，但其所適用之法律，規定未滿十八歲為成年者，不在此限。兒童權利公約的締約國承諾保護兒童免於所有形式之性剝削及性虐待，應當防止：
- 引誘或強迫兒童從事非法之性活動
- 剝削利用兒童從事賣淫或其他非法之性行為
- 剝削利用兒童從事色情表演或作為色情之題材

## 相關作品

### 世紀末少年愛讀本
《世紀末少年愛讀本》取材於清代道光年間陳森所著的《品花寶鑑》。書中以兩位讀書人和兩位男伶為主角，描寫了當時男伶以色娛人的生活。

### 少年愛的美學
《少年愛的美學》由日本正太作家創作的成人雜誌，內容為少年之間的性愛。包括（但不限於）女裝癖、獸人正太，以及有血緣的親兄弟間的情愫。

### 有關傑尼斯的一切－少年愛之館
日文原名為《ジャニーズのすべて 少年愛の館》，於1996年由原屬小傑尼斯的平木淳也出版。內容揭露傑尼斯總裁強尼·喜多川對其公司所屬男性藝人有不當行為的傳聞。